# Megarhogas perinae
Megarhogas perinae är en stekelart som beskrevs av Watanabe 1932. Megarhogas perinae ingår i släktet Megarhogas och familjen bracksteklar. Inga underarter finns listade i Catalogue of Life.